# Nanhu, Zhuanglang
Nanhu är en köping i nordvästra Kina. Den ligger i Zhuanglang härad i Pingliang i provinsen Gansu, omkring 210 kilometer öster om provinshuvudstaden Lanzhou. Antalet invånare är 22 466. Befolkningen består av 11 541 kvinnor och 10 925 män. Barn under 15 år utgör 20,0 %, vuxna 15-64 år 70 %, och äldre över 65 år 9,0 %.